# Thomas Reineck
Thomas Reineck est un kayakiste allemand pratiquant la course en ligne né le 18 novembre 1967.